# Prêmio APCA de Moda
Prêmio APCA de Moda é uma das áreas laureadas pelo Prêmio APCA, tradicional premiação brasileira criada em 1956 pela Associação Paulista de Críticos Teatrais (atual Associação Paulista de Críticos de Arte). A área de Moda passou a ser parte do Prêmio APCA em 2015 após a criação de um setor específico para esta expressão artística gerenciado pela jornalista Renata Bonvino, uma das idealizadores deste novo prêmio. Com isto, o Prêmio APCA se tornou a única instituição sem fins lucrativos e sem apoio de empresas de moda a premiar esta área. Contudo, a premiação nesta área durou apenas até o ano seguinte.
Os ganhadores do Prêmio APCA são escolhidos anualmente entre o final de novembro e o início de dezembro durante a reunião dos críticos membros da APCA. Algumas categorias podem ter uma pré-seleção semestral de finalistas, de acordo com a necessidade. Cada crítico vota exclusivamente dentro de sua área de atuação, selecionando, no máximo, sete categorias em cada área, que podem sofrer alterações a cada ano de acordo com a percepção dos críticos sobre o que seria mais pertinente em cada período. Também há a exigência de que um mínimo de três críticos de cada área estejam presentes à votação, o que pode fazer com que não ocorra premiação para determinadas categorias em alguns anos por falta de quórum.

## Vencedores por ano

### 2015
| Categoria                  | Vencedor                          |
| -------------------------- | --------------------------------- |
| Coleção                    | Alexandre Herchcovitch Inverno 16 |
| Estilista do ano           | Vitorino Campos                   |
| Revelação em moda          | Luiz Cláudio Silva Apartamento 03 |
| Profissional da beleza     | Henrique Martins                  |
| Stylist                    | Daniel Ueda                       |
| Fotógrafo                  | Zee Nunes                         |
| Prêmio especial da crítica | Paulo Borges                      |

Votaram: Camila Yahn, Erika Palomino, Pedro Diniz, Renata Bonvino e Vivian Whiteman

### 2016
| Categoria                  | Vencedor                           |
| -------------------------- | ---------------------------------- |
| Revelação em moda          | Lab-Emicida e Evandro Fióti        |
| Coleção                    | À La Garçonne, de Fabio Souza      |
| Estilista do ano           | Ronaldo Fraga                      |
| Fotógrafo                  | Fil Inove                          |
| Profissional da beleza     | Fabiana Gomes                      |
| Stylist                    | Pedro Sales                        |
| Prêmio especial da crítica | Alberto Hiar, pela compra da Zoomp |

Votaram: Pedro Diniz, Chantal Sordi, Silvia Rogar, Mario Mendes e Matheus Evangelista